# Martin Kaymer

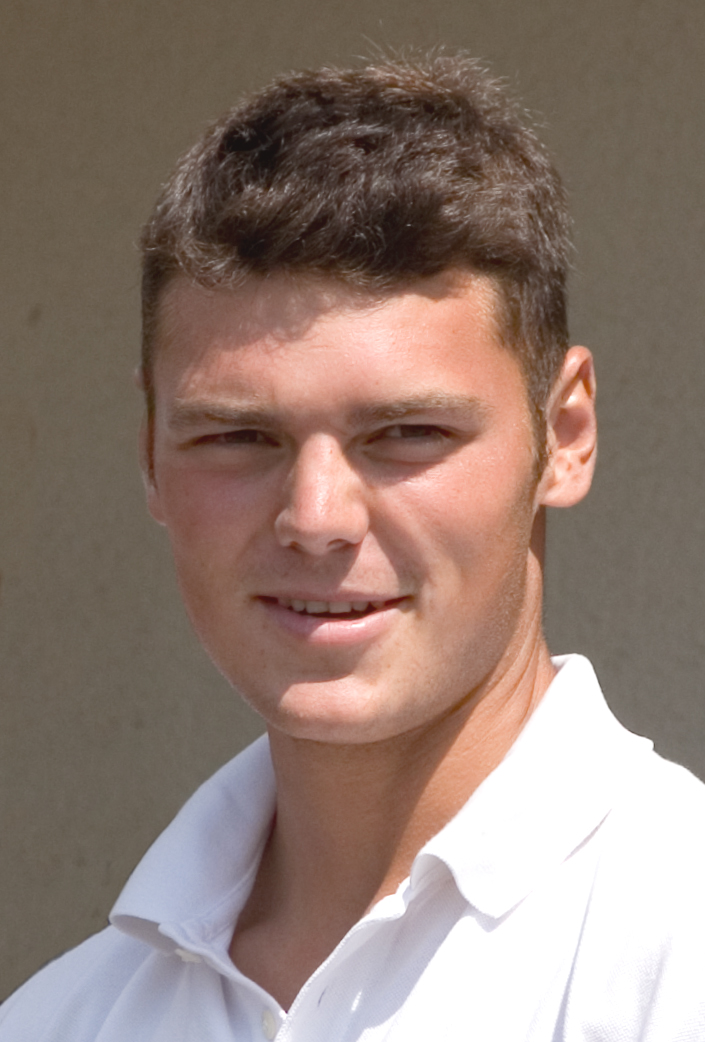
Martin Kaymer

Martin Kaymer (Düsseldorf, Alemania, 28 de diciembre de 1984) es un golfista alemán que compite profesionalmente desde 2005, habiendo logrado 21 títulos profesionales. Ganó la Carrera a Dubái del European Tour de 2010 y resultó tercero en 2009 y 2011.
El golfista ganó dos torneos mayores: el Campeonato de la PGA de 2010 y el Abierto de los Estados Unidos de 2014. Además triunfó en el Players Championship de 2014, el WGC-HSBC Champions de 2011, el Campeonato de Abu Dabi de Golf de 2008, 2010 y 2011, el Nedbank Golf Challenge de 2012, el Abierto de Francia de Golf de 2009, el Abierto de Escocia de 2009, el Campeonato Alfred Dunhill Links de 2010 y el Abierto Internacional BMW de 2008. En tanto, fue segundo en el WGC Match Play de 2011, el Dubai Desert Classic de 2008 y el Masters Europeo de 2011, y tercero en el WGC-Campeonato Cadillac de 2010.
Por otra parte, Kaymer ha disputado tres ediciones de la Copa Ryder con la selección europea, logrando 5,5 puntos en diez partidos. A su vez, jugó la Copa Mundial de Golf de 2007, 2008, 2009 y 2011 en representación de Alemania, resultando segundo en 2011 junto con Alex Cejka.
Kaymer estuvo ocho semanas en el primer puesto de la clasificación mundial entre febrero y abril de 2011, y 107 entre los diez primeros.

## Trayectoria
Kaymer inició su carrera profesional en el circuito europeo en 2005. En 2008 se colocó octavo en la clasificación final, y en 2009 fue tercero con dos victorias y dos segundos puestos.
En el año 2010 obtuvo su primera victoria en un torneo major al ganar el Campeonato de la PGA en ronda de desempate. Con ello se convirtió en el segundo golfista alemán en ganar un major luego de Bernhard Langer. Con cuatro victorias en el circuito europeo, obtuvo la Carrera a Dubái ante Graeme McDowell, Lee Westwood e Ian Poulter.
Kaymer volvió a finalizar tercero en el European Tour de 2012, acumulando dos victorias, dos segundos puestos y ocho top 10.
El alemán comenzó a disputar el PGA Tour en 2013, resultando 94.º en la lista de ganancias. Sus resultados más destacados ese año fueron un quinto lugar en el Campeonato Byron Nelson y dos novenos en el WGC Match Play y el WGC-Bridgestone Invitational.
En 2014 ganó el Players Championship por un golpe de ventaja ante Jim Furyk, y luego el Abierto de los Estados Unidos con una ventaja de ocho golpes. También fue octavo en el WGC-HSBC Champions y séptimo en el Campeonato Deutsche Bank, lo que le bastó para acabar décimo en la lista de ganancias del circuito estadounidense.